# Dendrophyllia incisa
Dendrophyllia incisa är en korallart som först beskrevs av Crossland 1952.  Dendrophyllia incisa ingår i släktet Dendrophyllia och familjen Dendrophylliidae. Inga underarter finns listade i Catalogue of Life.